# Сеножече
Сеножече (словен. Senožeče) — поселення в общині Дівача, Регіон Обално-крашка, Словенія. Висота над рівнем моря: 573 м.